# Vähälompolo
Vähälompolo är en sjö i Övertorneå kommun i Norrbotten och ingår i Torneälvens huvudavrinningsområde. Sjön har en area på 0,222 kvadratkilometer och ligger 159,5 meter över havet. Sjön avvattnas av vattendraget Kuittasjoki (Jylhäjoki).

## Delavrinningsområde
Vähälompolo ingår i det delavrinningsområde (743024-184013) som SMHI kallar för Utloppet av Vähalompolo. Medelhöjden är 187 meter över havet och ytan är 7,45 kvadratkilometer. Räknas de 4 avrinningsområdena uppströms in blir den ackumulerade arean 50,88 kvadratkilometer. Kuittasjoki (Jylhäjoki) som avvattnar avrinningsområdet har biflödesordning 2, vilket innebär att vattnet flödar genom totalt 2 vattendrag innan det når havet efter 141 kilometer. Avrinningsområdet består mestadels av skog (57 procent) och sankmarker (23 procent). Avrinningsområdet har 0,2 kvadratkilometer vattenytor vilket ger det en sjöprocent på 2,6 procent.